# Уикенд у Берни 2
«Уикенд у Берни 2» (англ. Weekend at Bernie's II) — американская чёрная комедия 1993 года. Продолжение фильма «Уикенд у Берни» (1989).

## Сюжет
Приключения трупа Берни Ломакса, страховщика, повязанного с мафией, продолжаются. Ларри и Ричард не смогли объяснить новому руководству страховой компании, что случилось с Берни, за что были уволены. Позднее, обыскивая вещи Берни, приятели нашли ключ от банковского сейфа. Полагая, что там спрятаны украденные Берни деньги, они решили присвоить их, и вместе с трупом отправились в очередное путешествие на Виргинские острова. Но эти деньги также хотят и боссы страховой компании. Чтобы получить их, они готовы пойти на всё, даже обратиться к магии Вуду.

## В ролях
- Эндрю МакКарти — Ларри Уилсон
- Джонатан Сильверман — Ричард Паркер
- Терри Кайзер — Берни Ломакс
- Трой Байер — Клаудия
- Том Райт — Чарльз
- Стив Джеймс — Генри
- Бэрри Боствик — Артур Хаммель
- Саманта Филлипс — девушка

## Съёмочная группа
- Режиссёр: Роберт Клэйн
- Продюсеры: Виктор Дрэй, Джозеф Перес
- Сценарий: Роберт Клейн
- Оператор: Эдвард Морей III
- Композитор: Питер Вольф